# 東寧市
東寧市（とうねい-し）は中華人民共和国黒竜江省牡丹江市に位置する県級市。旧称東寧庁、現地では三岔口と呼ばれる。黒竜江省の最南端に位置しロシア極東地区に隣接する。「竜江の小江南」と称される。市の人民政府所在地は東寧鎮。旧日本軍が造った東寧要塞がある。
気候は温暖湿潤で、農産品には主に大豆、水稲，リンゴ等がある。農副産品には黒キクラゲ、高麗人参などがある。また、石炭の生産が盛ん。近年は貿易が盛んで、中国最大の陸路貿易地の1つとなっている。

## 歴史
1909年（宣統元年）、清朝により設置された東寧庁を前身とする。1913年（民国2年）に東寧県と改称された。2015年12月15日に県級市の東寧市に昇格した。

## 行政区画
6鎮を管轄：
- 鎮：東寧鎮、三岔口鎮、大肚川鎮、老黒山鎮、道河鎮、綏陽鎮

## 交通

### 鉄道
- 中国鉄路総公司
  - 中国鉄路ハルビン局集団公司
    - 浜綏線（牡丹江方面）- 細鱗河駅（中国語版） - 綏陽駅 -（綏芬河方面）

### 道路
- 高速道路
  - 綏満高速道路
- 国道
  -  G301国道

### 出入国検査場
- 東寧口岸

## 出身人物
- 潘長江

## 健康・医療・衛生
- 東寧市人民医院
- 東寧市第二人民医院